# Società Europea Autocaravan
La Società Europea Autocaravan (SEA) è un'azienda italiana operante nel settore del turismo itinerante, con sede a Poggibonsi, in Toscana. 
La società è stata fondata nel 2000 e dopo varie difficoltà, dal 2013 è di proprietà del gruppo francese Trigano.

## Storia

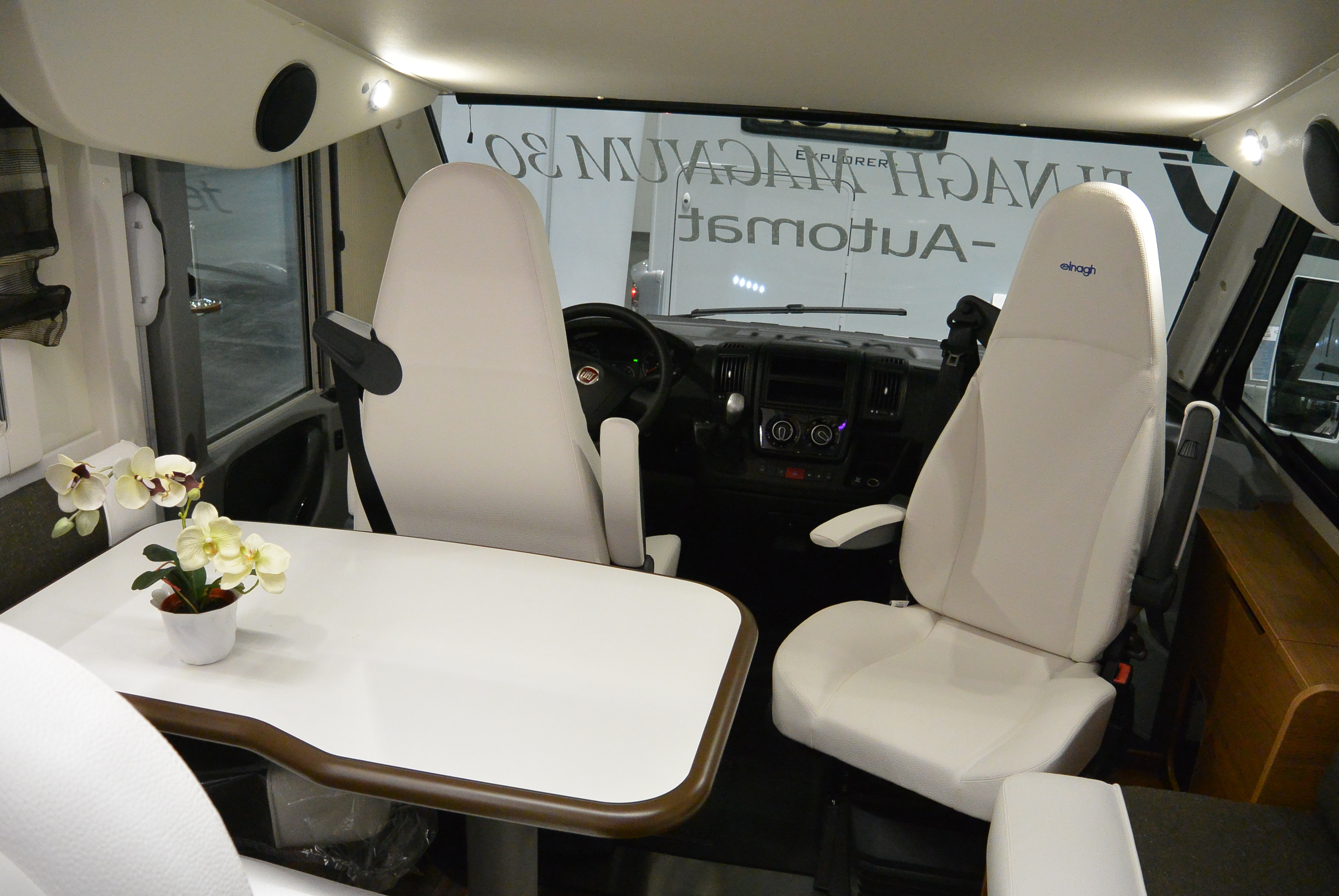
Interno di un camper Elnagh

L'azienda è nata nel 2000 dall'unione di altre aziende già presenti nel settore, tra cui Elnagh, Mobilvetta e McLouis, ma dopo pochi anni si è trovata in difficoltà economiche che l'hanno portata all'abbandono di alcuni marchi e alla chiusura nel 2012 dello stabilimento lombardo situato a Trivolzio, restando presente solamente a Poggibonsi e a Montone.
Al termine dello stesso anno è entrata a far parte del gruppo francese Trigano, anch'esso presente nello stesso settore e che ha rilevato la proprietà dal fondo bancario che la deteneva.